# Distretto di Hoshiarpur
Il distretto di Hoshiarpur è un distretto del Punjab, in India, di 1 478 045 abitanti. È situato nella divisione di Jalandhar e il suo capoluogo è Hoshiarpur.